# Psilotreta daidalos
Psilotreta daidalos là một loài Trichoptera trong họ Odontoceridae. Chúng phân bố ở miền Cổ bắc.